# Hans Hermannsen
Hans Hermannsen (11. juli 1891 – 21. oktober 1952) var en tysk politiembedsmand, Kriminalrat, SS-Hauptsturmführer og leder af Gestapos afdeling IV 1a. til kommunistiskbekæmpelse i København.
Han havde startet sin karriere indenfor politiet i Flensborg i 1922, her kom han hurtigt ind i det politiske politi, allerede fra midten af 1920'erne havde han i grænseområdet overvåget det danske mindretal og venstreorienterede, særligt kommunister. Han blev indmeldt i det tyske nazistparti NSDAP i 1935, i 1936 sendt til Danmark af Gestapo for at opspore tyske eksil kommunister og socialdemokrater, fra 1940 leder af Gestapos afdeling IV 1a. til kommunistiskbekæmpelse i Danmark. Det registreringsarbejde som han udførte tillægges en stor betydning for politiets arrestationer af danske kommunister den 22. juni 1941, omkring 300 blev anholdt, af dem døde 22 i kz-lejre.
Efter krigen hjalp han De allierede med at opspore gamle Gestapokolleger. Formentlig på grund af denne indsats blev Hans Hermannsen ikke retsforfulgt efter krigen. Efter krigen hyrede Politiets Efterretningstjeneste ham til at overvåge kommunister.